# David Fitzsimons
David Fitzsimons, född 23 april 1950, död 7 september 2008, var en australisk friidrottare. Han deltog vid olympiska sommarspelen 1976 och olympiska sommarspelen 1980.